# Franco Fragapane
Franco Rodrigo Fragapane (Godoy Cruz, 6 febbraio 1993) è un calciatore argentino, attaccante dell'Unión (SF).

## Caratteristiche tecniche
È un'ala sinistra o trequartista.

## Carriera
Cresciuto nelle giovanili del Boca Juniors, ha esordito in prima squadra il 1º marzo 2012 in occasione del match di Copa Argentina vinto 2-0 contro il Central Córdoba (R).

## Statistiche

### Presenze e reti nei club
Statistiche aggiornate al 3 dicembre 2020.
| Stagione            | Squadra             | Campionato          | Campionato | Campionato | Coppe nazionali | Coppe nazionali | Coppe nazionali | Coppe continentali | Coppe continentali | Coppe continentali | Altre coppe | Altre coppe | Altre coppe | Totale | Totale | Totale |
| Stagione            | Squadra             | Comp                | Pres       | Reti       | Comp            | Pres            | Reti            | Comp               | Pres               | Reti               | Comp        | Pres        | Reti        | Pres   | Reti   |        |
| ------------------- | ------------------- | ------------------- | ---------- | ---------- | --------------- | --------------- | --------------- | ------------------ | ------------------ | ------------------ | ----------- | ----------- | ----------- | ------ | ------ | ------ |
| 2011-2012           | Boca Juniors        | PD                  | 0          | 0          | CA              | 1               | 0               |                    | -                  | -                  |             | -           | -           | 0      | 0      |        |
| 2012-2013           | Boca Juniors        | PD                  | 0          | 0          | CA              | 0               | 0               |                    | -                  | -                  |             | -           | -           | 0      | 0      |        |
| 2013-2014           | Boca Juniors        | PD                  | 3          | 0          | CA              | 0               | 0               |                    | -                  | -                  |             | -           | -           | 0      | 0      |        |
| Totale Boca Juniors | Totale Boca Juniors | Totale Boca Juniors | 3          | 0          |                 | 1               | 0               |                    | 0                  | 0                  |             | -           | -           | 4      | 0      |        |
| 2014-2015           | Elche               | PD                  | 1          | 0          | CR              | 2               | 0               |                    | -                  | -                  |             | -           | -           | 3      | 0      |        |
| 2014-2015           | Elche Ilicitano     | SDB                 | 28         | 4          |                 | -               | -               |                    | -                  | -                  |             | -           | -           | 28     | 4      |        |
| 2015-2016           | Celta Vigo B        | SDB                 | 28         | 8          |                 | -               | -               |                    | -                  | -                  |             | -           | -           | 28     | 8      |        |
| 2016                | Arsenal Sarandí     | PD                  | 0          | 0          | CA              | 2               | 1               | CL                 | 0                  | 0                  |             | -           | -           | 2      | 1      |        |
| 2016-2017           | Arsenal Sarandí     | PD                  | 23         | 0          | CA              | 1               | 1               | CS                 | 4                  | 0                  |             | -           | -           | 28     | 1      |        |
| Totale Arsenal      | Totale Arsenal      | Totale Arsenal      | 23         | 0          |                 | 3               | 2               |                    | 4                  | 0                  |             | -           | -           | 30     | 2      |        |
| 2017-2018           | Unión (SF)          | PD                  | 25         | 3          | CA+CA           | 1+2             | 0+1             |                    | -                  | -                  |             | -           | -           | 28     | 4      |        |
| 2018-2019           | Unión (SF)          | PD                  | 24         | 7          | CA+CdL          | 1+3             | 0               | CS                 | 2                  | 0                  |             | -           | -           | 30     | 7      |        |
| 2019-2020           | Talleres (C)        | PD                  | 23         | 3          | CA+CdL          | 2+1             | 0+1             |                    | -                  | -                  |             | -           | -           | 26     | 4      |        |
| 2020                | Fortaleza           | PD/CE+A             | 1+9        | 0          | CB              | 0               | 0               |                    | -                  | -                  |             | -           | -           | 10     | 0      |        |
| 2019-2020           | Talleres (C)        | PD                  | 0          | 0          | CM              | 4               | 0               |                    | -                  | -                  |             | -           | -           | 5      | 0      |        |
| Totale carriera     | Totale carriera     | Totale carriera     | 169        | 25         |                 | 20              | 4               |                    | 6                  | 0                  |             | -           | -           | 195    | 29     |        |